# تیم ملی والیبال مردان افغانستان
تیم ملی والیبال مردان افغانستان تیم ملی والیبال مردان کشور افغانستان است. رده‌بندی جهانی اف‌آی‌وی‌بی این تیم در ۲۲ ژوئیه سال ۲۰۱۳، ۱۱۴ بوده است.